# Museum van Volksmuziekinstrumenten
Het Museum van Volksmuziekinstrumenten (Pools: Muzeum Ludowych Instrumentów Muzycznych) is een museum in Szydłowiec in Polen, op rond 130 kilometer ten zuiden van de hoofdstad Warschau.
Het museum heeft een collectie van rond tweeduizend volksmuziekinstrumenten. Deze variëren van complexe instrumenten, zoals violen of trekharmonica's, tot eenvoudige, zoals strohalmen, stukken boomschors of bladeren die geschikt gemaakt zijn als primitieve fluitjes.
Het museum herbergt de grootste collectie muziekinstrumenten in het land, waarvan er sommige voorbehouden zijn aan bepaalde regio's. De burczybas is gebouwd uit een bodemloos vat en is net als de duivelsviool afkomstig uit Kasjoebië. Er zijn doedelzakken te zien uit de regio Podhale en het snaarinstrument mazanka die nog steeds wordt bespeeld in Groot-Polen.
Verder is er plaats voor instrumenten die tegenwoordig vrijwel niet meer bespeeld worden, zoals draaiorgels, de spinet-achtige oktawka en een soort viool met de naam suka lubelska. De oudste instrumenten stammen uit de 18e en 19e eeuw.
Het museum laat de tonen van verschillende muziekinstrumenten horen. Verder is er muziek van een muziekkapel en zijn er geregeld concerten.
Het museum werd geopend op 19 mei 1975 en bevindt zich in het slot van Szydłowiec. Het is gebouwd op een kunstmatig eiland dat omringd wordt door een gracht en is gebouwd in de stijl van de renaissance. Het werd gebouwd door de familie Szydłowiecki, de eerste eigenaar van de stad.
Er worden voor toeristen af en toe riddertoernooien nagespeeld. Verder toont het museum nog verschillende stukken uit de geschiedenis van Szydłowiec.
| blik in het museu  |
| blik in het museum |